# Aurelia (nome)
Aurelia  è un nome proprio di persona italiano femminile.

## Varianti
- Ipocoristici: Lelia
- Maschile: Aurelio[1][2]

### Varianti in altre lingue
- Francese: Aurélie[2]
- Inglese: Oralee[2], Oralie[2]
- Latino: Aurelia[2]
- Lituano: Aurelija[2]
- Polacco: Aurelia[2]
- Portoghese: Aurélia
- Rumeno: Aurelia[2]
- Russo: Аврелия (Avrelija)
- Spagnolo: Aurelia
- Tedesco: Aurelia
- Ucraino: Аврелія (Avrelija)
- Ungherese: Aurélia[2]
  - Alterati: Aranka[4]

## Origine e diffusione
Continua il cognomen romano Aurelia, femminile di Aurelius; quest'ultimo viene ricondotto spesso al termine latino aureus ("dorato") o aureum ("oro"), ma potrebbe in realtà rappresentare un diminutivo di auris ("orecchia", quindi "dalle piccole orecchie") o derivare da Auselius, una latinizzazione del nome del dio sabino del sole Ausel.
Va notato che il nome ungherese Aranka, utilizzato anche come diminutivo di Aurélia, ha in realtà un'origine indipendente, derivando dal termine arany ("oro").

## Onomastico
L'onomastico si può festeggiare in memoria di più sante, alle date seguenti:
- 25 settembre, santa Aurelia, eremita con santa Neomisia ad Anagni[7]
- 15 ottobre, santa Aurelia di Strasburgo, compagna di viaggio (secondo da leggenda) di sant'Orsola[7]
- 15 ottobre, beata Aurelia, figlia di Ugo Capeto, monaca di clausura a Ratisbona[7]
- 2 dicembre, sant'Aurelia, martire ad Alessandria d'Egitto sotto Valeriano con diversi suoi parenti[7]
- 7 dicembre, beata Aurelia Arambarri Fuente, religiosa delle Serve di Maria ministre degli infermi, martire ad Aravaca[7]

## Persone

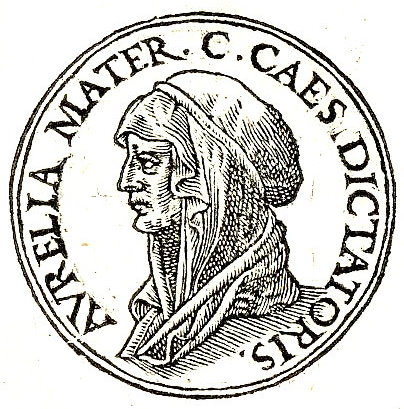
Aurelia Cotta

- Aurelia Cotta, madre di Gaio Giulio Cesare
- Aurelia Dobre, ginnasta rumena
- Aurelia Frick, politica liechtensteinese
- Aurelia Gruber Benco, intellettuale, politica e giornalista italiana
- Aurelia Orestilla, seconda moglie di Lucio Sergio Catilina
- Aurelia Trywiańska, atleta polacca

### Variante Aurélie
- Aurélie Bonnan, cestista francese
- Aurélie Claudel, modella francese

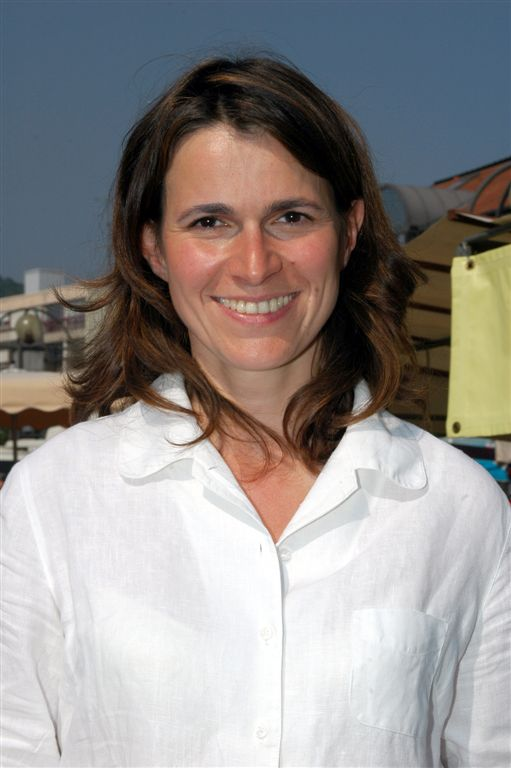
Aurélie Filippetti

- Aurélie Filippetti, politica e scrittrice francese
- Aurélie Konaté, attrice, cantante e ballerina francese
- Aurélie Muller, nuotatrice francese
- Aurélie Revillet, sciatrice alpina francese

### Altre varianti
- Aurélia Thierrée, attrice svizzera, membro della famiglia Chaplin

## Il nome nelle arti
- Aurelia è il nome della protagonista di un racconto omonimo spesso incluso in Le figlie del fuoco, raccolta di Gérard de Nerval.
- Aurelia è un personaggio del film del 2003 Love Actually - L'amore davvero, diretto da Richard Curtis.
- Aurélie è un personaggio del romanzo di Ernst Theodor Amadeus Hoffmann Gli elisir del diavolo.
- Aurélie è un personaggio del romanzo di Hector Malot In famiglia.
- Aurelia è un personaggio della serie televisiva Spartacus Sangue e sabbia.
- Aurelia, personaggio del film Pompeii.